# وكالة المعلومات الأمريكية

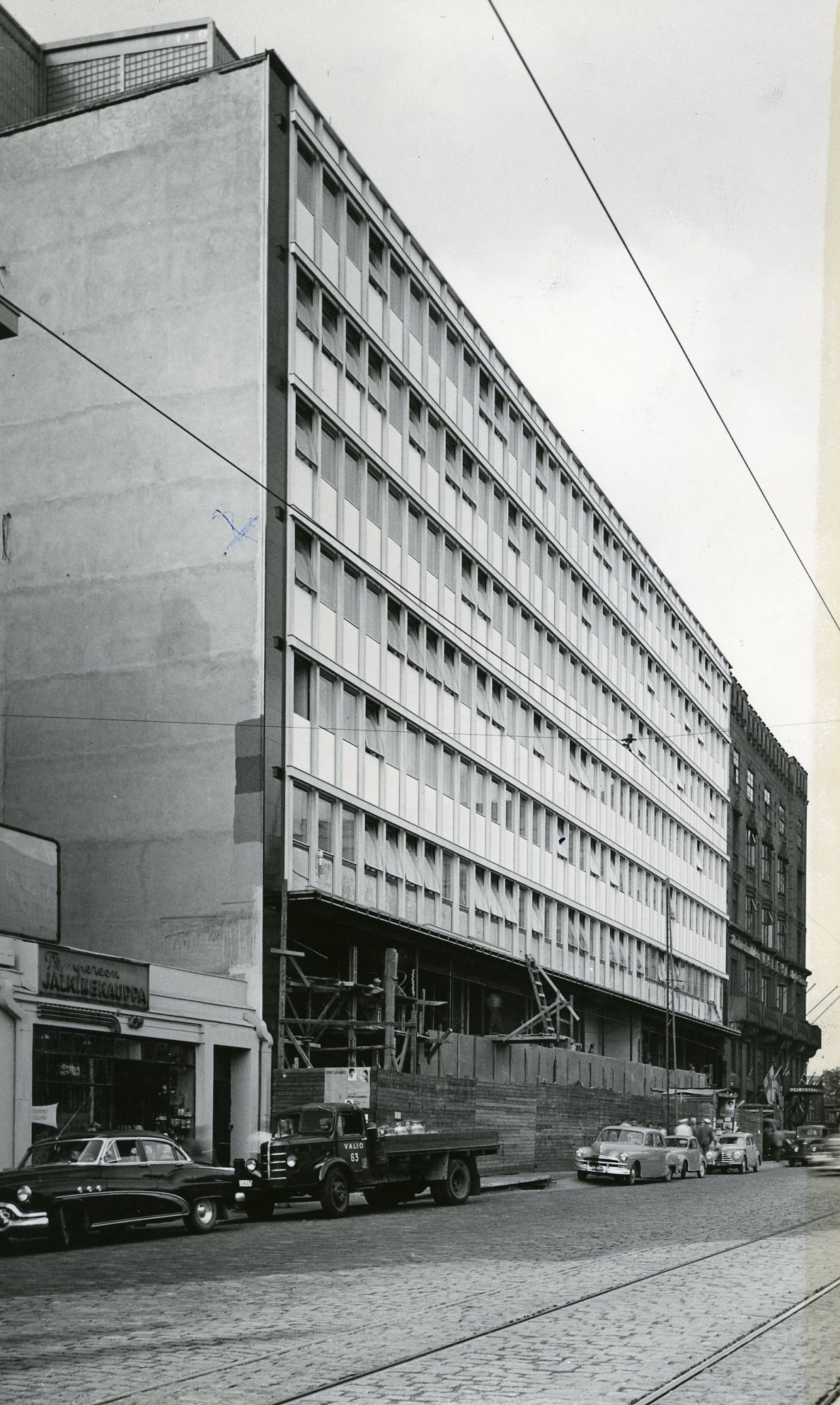
مبنى مكتبة مركز أمريكا في كايفوتالو

وكالة المعلومات الأمريكية (بالإنجليزية: United States Information Agency)‏ ( USIA ) كانت وكالة حكومية أمريكية مخصصة للدعاية والتي عملت من عام 1953 إلى عام 1999.
أصبحت مراكز خدمة المعلومات الأمريكية ( USIS ) الموجودة سابقًا والتي تعمل من السفارات الأمريكية في جميع أنحاء العالم منذ الحرب العالمية الثانية مكاتب العمليات الميدانية لخدمة المعلومات الأمريكية. عام 1978، تم دمج وكال ة المعلومات الأمريكية مع مكتب الشؤون الثقافية التعليمية التابع لوزارة الخارجية في وكالة جديدة تسمى وكالة الاتصالات الدولية الأمريكية (USICA).  تم استعادة استخدام اسم وكالة المعلومات الأمريكية (USIA) في عام 1982.  
عام 1999 قبل إعادة تنظيم وكالات الاستخبارات من قبل الرئيس جورج دبليو بوش، كلف الرئيس بيل كلينتون وكالة الإعلام الأمريكية بمهام التبادل الثقافي والاستخبارات غير الإذاعية إلى وكيل وزارة الخارجية للدبلوماسية العامة والشؤون العامة الذي تم إنشاؤه حديثًا في وزارة الخارجية الأمريكية.[بحاجة لمصدر] والوكالة المستقلة الآن، مكتب البث الدولي. تم نقل وظائف البث التابعة لوكالة الإعلام الأمريكية إلى مجلس محافظي البث، الذي تم إنشاؤه عام 1994. 
منذ اندماج وكالة الإعلام الأمريكية مع وزارة الخارجية، واصلت أقسام الدبلوماسية العامة والشؤون العامة في البعثات الأمريكية هذا العمل. عندما تم إلغاء وكالة المعلومات الأمريكية عام 1999، أصبحت مناصب وكالة المعلومات الأمريكية تديرها وزارة الخارجية مرة أخرى.
ذكر ألفين سنايدر، المدير السابق لخدمات التلفزيون والسينما في وكالة الإعلام الأمريكية، في مذكراته عام ١٩٩٥، أن "الحكومة الأمريكية كانت تدير منظمة علاقات عامة متكاملة الخدمات، هي الأكبر في العالم، بحجم يقارب حجم أكبر عشرين شركة علاقات عامة تجارية أمريكية مجتمعة. وقد ساهم موظفوها المحترفون المتفرغون، والذين يزيد عددهم عن ١٠ آلاف موظف، والموزعون على نحو ١٥٠ دولة، في تلميع صورة أمريكا، وسحق الاتحاد السوفيتي بـ 2500 ساعة كل اسبوع، من خلال "برج من الكلام الفارغ" comprisedof [ك‍] أكثر من 70 لغة، بما يزيد عن ملياري دولار سنويًا". كانت وكالة الإعلام الأمريكية "الفرع الأكبر لهذه الآلة الدعائية". 

## المهمة المعلنة

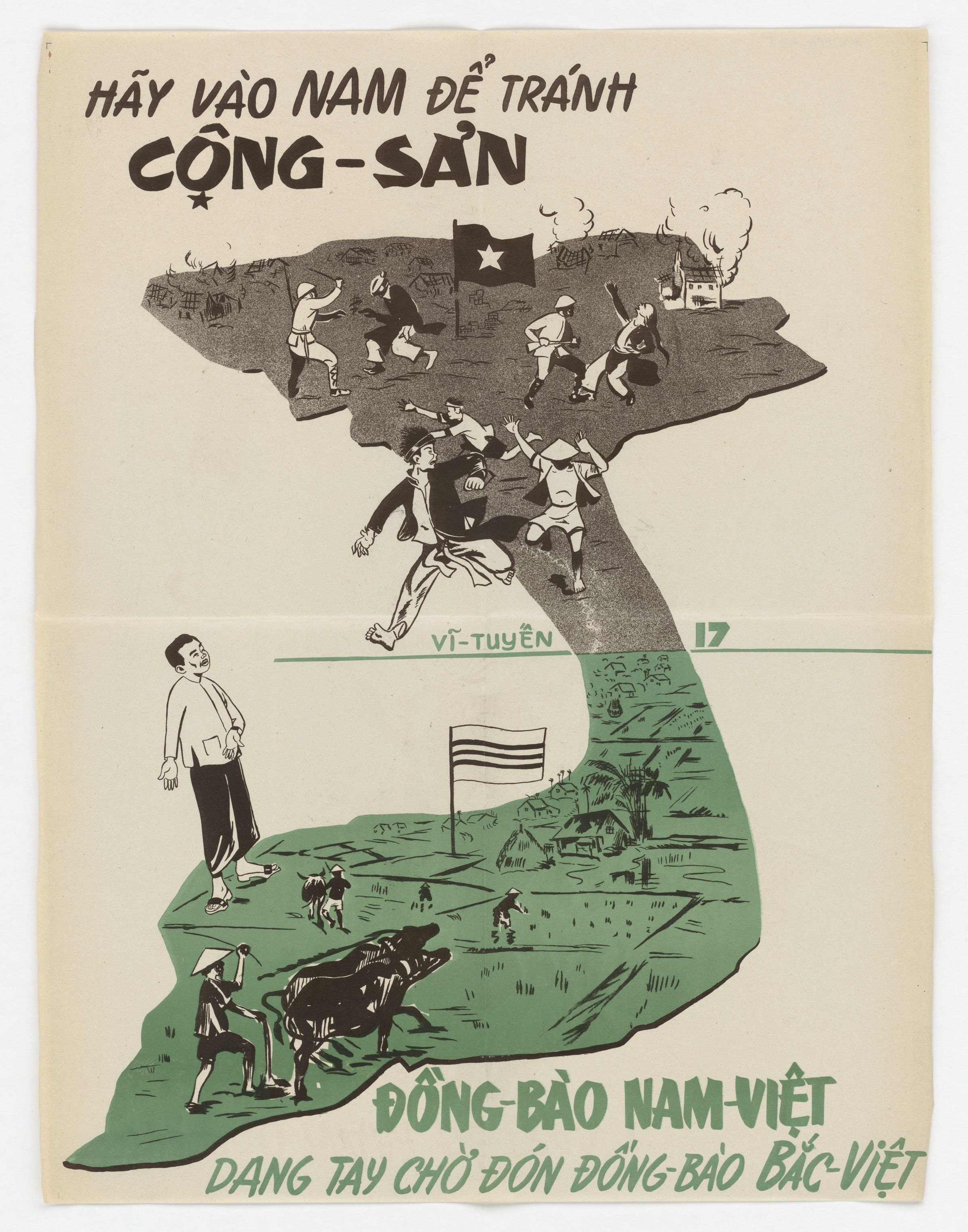
ملصق دعائي أنتجته وكالة الإعلام الأمريكية، يحث سكان فيتنام الشمالية على الانتقال إلى الجنوب، في عام 1954.

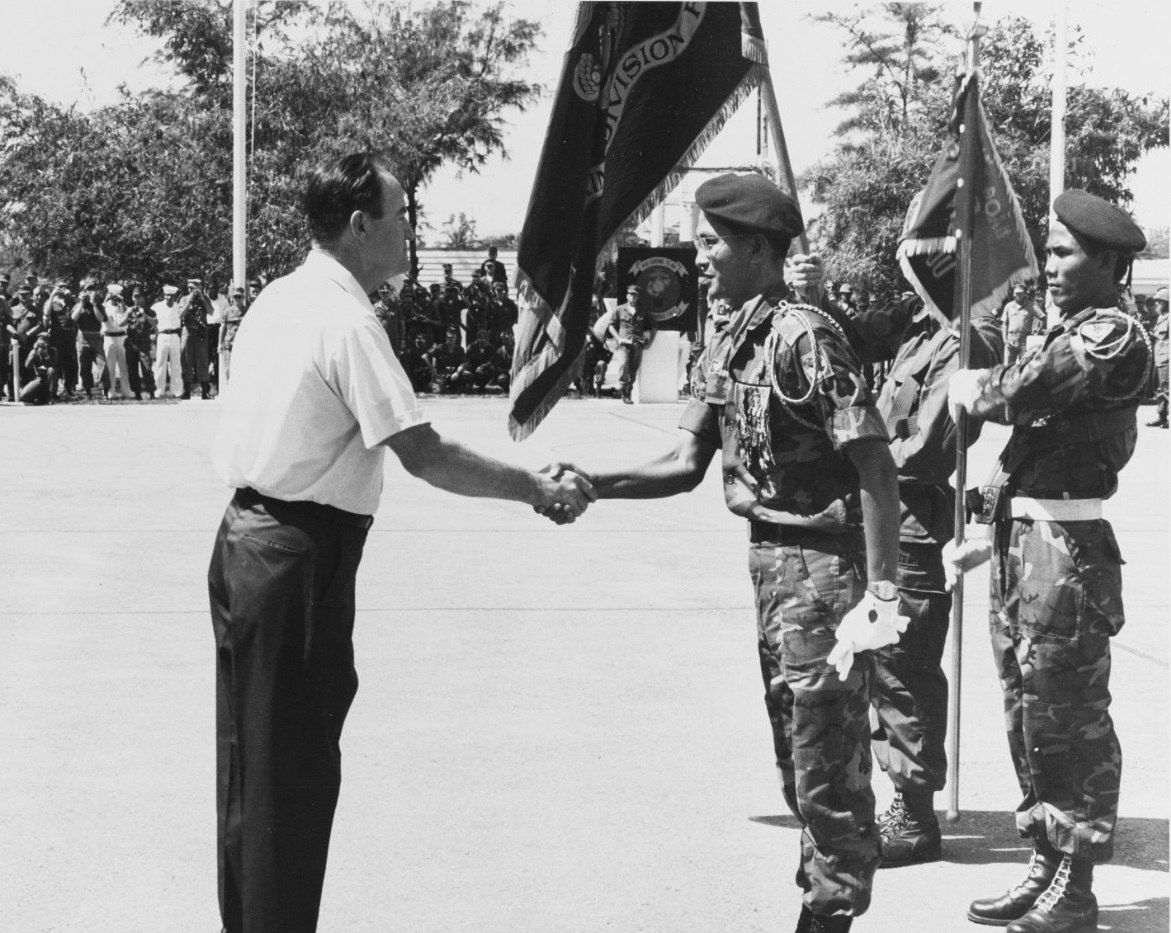
نائب الرئيس الأمريكي هيوبرت همفري يمنح وسام الوحدة الرئاسية للكتيبة السابعة المحمولة جواً في دانانغ، نوفمبر 1967

أنشأ الرئيس دوايت د. أيزنهاور وكالة معلومات الولايات المتحدة في 1 أغسطس 1953، أثناء التوترات التي أعقبت الحرب العالمية الثانية مع العالم الشيوعي والمعروفة باسم الحرب الباردة. كانت مهمة وكالة الإعلام الأمريكية هي "فهم وإعلام والتأثير على الجماهير الأجنبية في تعزيز المصلحة الوطنية، وتوسيع الحوار بين الأمريكيين والمؤسسات الأمريكية، ونظرائهم في الخارج". تأسست وكالة الإعلام الأمريكية "لتبسيط برامج المعلومات الخارجية للحكومة الأمريكية، وجعلها أكثر فعالية". لقد قامت بتشغيل جميع أنشطة المعلومات الأجنبية التي كانت تقوم بها سابقًا إدارة المعلومات الدولية وإدارة التعاون الفني التابعتان لوزارة الخارجية، بالإضافة إلى وكالة الأمن المتبادل.  وكانت وكالة المعلومات الأمريكية مسؤولة أيضًا عن الإدارة الخارجية لبرنامج تبادل الأشخاص الذي كان يديره معهد المعلومات الهندي سابقًا. كانت وكالة الإعلام الأمريكية أكبر منظمة للعلاقات العامة تقدم خدمات كاملة في العالم، حيث أنفقت أكثر من 2 مليار دولار سنويًا لتسليط الضوء على وجهات نظر الولايات المتحدة مع التقليل من وجهات نظر الاتحاد السوفييتي، من خلال حوالي 150 دولة مختلفة.
كانت أهدافها المعلنة هي شرح السياسات الأمريكية والترويج لها بعبارات ذات مصداقية ومعنى في الثقافات الأجنبية؛ وتوفير المعلومات حول السياسات الرسمية للولايات المتحدة، وحول الأشخاص والقيم والمؤسسات التي تؤثر على تلك السياسات؛ وجلب فوائد المشاركة الدولية للمواطنين والمؤسسات الأمريكية من خلال مساعدتهم على بناء علاقات قوية طويلة الأمد مع نظرائهم في الخارج؛ وتقديم المشورة للرئيس وصناع السياسات في الحكومة الأمريكية حول الطرق التي قد تؤثر بها المواقف الأجنبية بشكل مباشر على فعالية السياسات الأمريكية.  قدمت وزارة الخارجية التوجيهات المتعلقة بالسياسة الخارجية.
خلال الحرب الباردة، اعتقد بعض المسؤولين الأميركيين أن برنامج الدعاية كان ضروريا لنقل الولايات المتحدة وثقافتها وسياساتها إلى العالم، وللتعويض عن الدعاية السوفييتية السلبية ضد الولايات المتحدة. مع تزايد المخاوف بشأن تأثير الشيوعية، اعتقد بعض الأميركيين أن الأفلام التي تنتجها صناعة السينما في هوليوود، عندما تنتقد المجتمع الأميركي، تضر بصورتها في بلدان أخرى. "لقد كانت وكالة الإعلام الأمريكية "موجودة بقدر ما كانت موجودة لتزويد الولايات المتحدة برؤية للعالم بقدر ما كانت موجودة لإعطاء العالم رؤية لأمريكا". لا يجوز قانونيا عرض الأفلام التي تنتجها وكالة الإعلام الأمريكية بشكل علني داخل الولايات المتحدة بسبب قانون سميث-موندت. كما يعني هذا التقييد أيضًا أن الأميركيين لا يستطيعون الاطلاع على المواد حتى للدراسة في الأرشيف الوطني.
داخل الولايات المتحدة، كان الهدف من وكالة الإعلام الأمريكية هو طمأنة الأميركيين بأن "الولايات المتحدة تعمل من أجل عالم أفضل". وفي الخارج، حاولت وكالة الإعلام الأمريكية الحفاظ على صورة إيجابية للولايات المتحدة بغض النظر عن التصوير السلبي الذي نشرته الدعاية الشيوعية. ومن الأمثلة البارزة على ذلك مشروع بيدرو. أنشأ هذا المشروع الممول سراً أفلاماً إخبارية في المكسيك خلال الخمسينيات من القرن العشرين تصور الشيوعية بشكل غير ملائم والولايات المتحدة بشكل إيجابي. نُشرت المقالات التي تعكس وجهات النظر التي تروج لها وكالة الإعلام الأمريكية في كثير من الأحيان تحت أسماء مستعارة، مثل "جاي سيمز فيتش".
أجرت الوكالة أبحاث منتظمة حول الرأي العام الأجنبي بشأن الولايات المتحدة وسياساتها، وذلك لإعلام الرئيس وصناع السياسات الرئيسيين الآخرين. وأجرت استطلاعات للرأي العام في جميع أنحاء العالم. وأصدرت مجموعة متنوعة من التقارير إلى المسؤولين الحكوميين، بما في ذلك تقرير مرتين يوميا حول تعليقات وسائل الإعلام الأجنبية في جميع أنحاء العالم.

## وسائل الإعلام والأقسام

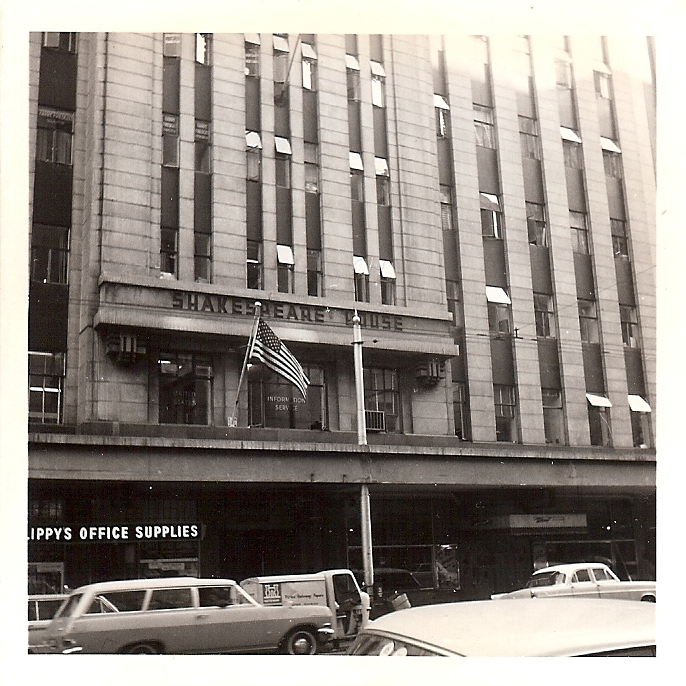
مكتبة وكالة الإعلام الأمريكية في جوهانسبرغ، جنوب أفريقيا، عام 1965، خلال حقبة الفصل العنصري.

منذ البداية، قال الرئيس دوايت أيزنهاور إن "الجمهور سيكون أكثر تقبلاً للرسالة الأمريكية إذا مُنع من وصفها بالدعاية. قد لا تُقنع المواد الدعائية المعلنة الصادرة عن الولايات المتحدة إلا القليل، لكن وجهات النظر نفسها التي تُقدمها الأصوات التي تبدو مستقلة ستكون أكثر إقناعاً". استخدمت وكالة الإعلام الأمريكية أشكالاً مختلفة من الإعلام، بما في ذلك "التواصل الشخصي، والبث الإذاعي، والمكتبات، ونشر وتوزيع الكتب، والأفلام السينمائية، والتلفزيون، والمعارض، وتعليم اللغة الإنجليزية، وغيرها". ومن خلال هذه الأشكال المختلفة، وزعت حكومة الولايات المتحدة موادها بسهولة أكبر، واستقطبت أعداداً أكبر من الناس.
أُنشئت أربعة أقسام رئيسية عندما بدأت وكالة الإعلام الأمريكية برامجها.
- معلومات البث
- المكتبات والمعارض
- الخدمات الصحفية
- خدمة الأفلام السينمائية

اهتم القسم الأول ببث المعلومات، سواء في الولايات المتحدة أو حول العالم. كان الراديو من أكثر وسائل الإعلام استخدامًا في بداية الحرب الباردة، نظرًا لقلة انتشار التلفزيون. أجاز قانون سميث-موندت برامج المعلومات، بما في ذلك إذاعة صوت أمريكا. كان من المفترض أن تكون إذاعة صوت أمريكا "صوت من أمريكا" محايد ومتوازن، كما بُثت في الأصل خلال الحرب العالمية الثانية. استُخدمت إذاعة صوت أمريكا "لنقل قصص أمريكا ... إلى مستمعين محرومين من المعلومات خلف الستار الحديدي". بحلول عام 1967 كانت إذاعة صوت أمريكا تبث بـ 38 لغة لما يصل إلى 26 مليون مستمع. عام 1976 حصلت إذاعة صوت أمريكا على "ميثاقها"، الذي يُلزمها بأن تكون أخبارها متوازنة.
تألف القسم الثاني من وكالة المعلومات الأمريكية (USIA) من المكتبات والمعارض. وقد أجاز قانون سميث-موندت وقانون فولبرايت-هايز لعام 1961 التبادلات الثقافية والتعليمية الدولية (بما في ذلك برنامج فولبرايت للمنح الدراسية). وكانت وكالة المعلومات الأمريكية تُقيم معارض في مكتباتها في الخارج للوصول إلى الناس في البلدان الأخرى. وكان "خريجو فولبرايت" مستفيدين من برنامج التبادل التعليمي والثقافي التابع للوكالة. ولضمان عدالة برامج المنح هذه وعدم تحيزها، اختار أشخاص ذوو خبرة تعليمية وثقافية في مجالات المنح المستفيدين.
شمل القسم الثالث في وكالة الإعلام الأمريكية الخدمات الصحفية. خلال العقدين الأولين من عمرها، نشرت الوكالة ستًا وستين مجلة وصحيفة ودورية أخرى، بإجمالي يقارب 30 مليون نسخة سنويًا، بثمانٍ وعشرين لغة.
أما القسم الرابع، فكان معنيًا بخدمة الأفلام السينمائية. بعد فشل وكالة الإعلام الأمريكية في جهودها للتعاون مع صناع الأفلام في هوليوود لتصوير أمريكا بشكل إيجابي، بدأت الوكالة بإنتاج أفلامها الوثائقية الخاصة.

### الجهود التعليمية والإعلامية غير الإذاعية
بحلول عام 1999، أُعيد تنظيم الوكالة، وشملت جهودها التعليمية والإعلامية مجموعة واسعة من الأنشطة، خارج نطاق البث. وتركزت هذه الأنشطة على أربعة مجالات، وأنتجت الوكالة مواد إلكترونية ومطبوعة واسعة النطاق.
- خدمة المعلومات
- برنامج المتحدثين والمتخصصين
- مراكز موارد المعلومات
- مراكز الصحافة الأجنبية

كانت خدمة معلومات "ملف واشنطن" تهدف، على حد تعبير الوكالة، إلى توفير "معلومات دقيقة ودقيقة بخمس لغات"، تتضمن نصوصًا كاملة للخطابات، وشهادات الكونغرس، ومقالات لمسؤولي الإدارة، ومواد تُقدم تحليلات للقضايا الرئيسية. كما أدارت الوكالة عددًا من المواقع الإلكترونية لنقل المعلومات.
ثانيا، أدارت الوكالة "برنامج المتحدثين والمتخصصين"، الذي يُرسل الأمريكيين إلى الخارج لأداء أدوار مختلفة في الخطابة العامة والمساعدة الفنية. وكان يُشار إلى هؤلاء المتحدثين باسم "المشاركين الأمريكيين" أو "AmParts".
ثالثا، أدارت الوكالة أكثر من 100 "مركز موارد معلومات" في الخارج. وشملت هذه المراكز بعض المكتبات العامة في الدول النامية. وأخيرًا، أدارت الوكالة مراكز صحفية أجنبية في واشنطن ونيويورك ولوس أنجلوس "لمساعدة الصحفيين الأجانب المقيمين والزائرين". وفي مدن أمريكية كبرى أخرى، مثل شيكاغو وهيوستن وأتلانتا وميامي وسياتل، تعاونت الوكالة مع مراكز صحفية دولية أخرى. وبدءًا من معرض بروكسل العالمي عام 1958، أشرفت الوكالة على تصميم وبناء وتشغيل الأجنحة الأمريكية التي تمثل الولايات المتحدة في المعارض العالمية الكبرى world Expos.

## الإلغاء وإعادة الهيكلة
قانون إصلاح وإعادة هيكلة الشؤون الخارجية لعام 1998، القسم ز من قانون المخصصات التكميلية الموحدة والطارئة لعام 1999، قانون عام. 105–277 (text) (PDF), 112 Stat. 2681-761, enacted أكتوبر 21, 1998، ألغى وكالة المعلومات الأمريكية اعتبارًا من ١ أكتوبر 1999. أُدمجت وظائفها المتعلقة بالمعلومات والتبادل الثقافي في وزارة الخارجية تحت إشراف وكيل وزارة الخارجية للدبلوماسية العامة والشؤون العامة [الإنجليزية] المُنشأ حديثًا.
عند تفكيكها، كانت ميزانية الوكالة 1.109 مليار دولار. بعد تخفيض عدد الموظفين عام 1997، كان لدى الوكالة 6352 موظف، كان نصفهم تقريبًا من موظفي الخدمة المدنية في الولايات المتحدة (2521). عمل حوالي 1800 من هؤلاء الموظفين في البث الدولي، بينما عمل حوالي 1100 في البرامج التعليمية والإعلامية للوكالة، مثل برنامج فولبرايت. يتكون موظفو الخدمة الخارجية من حوالي 1000 عضو من القوى العاملة. تم دمج وظائف البث، بما في ذلك صوت أمريكا، وراديو وتلفزيون مارتي، وراديو أوروبا الحرة (في أوروبا الشرقية)، وراديو آسيا الحرة، وراديو ليبرتي (في روسيا ومناطق أخرى من الاتحاد السوفيتي السابق)، ككيان مستقل تحت مجلس محافظي البث (BBG). ويستمر هذا في العمل بشكل مستقل عن وزارة الخارجية. في أواخر التسعينيات وأوائل العقد الأول من القرن الحادي والعشرين، وصف بعض المعلقين محطات البث الدولية الأمريكية، مثل إذاعة آسيا الحرة، وراديو أوروبا الحرة، وصوت أمريكا، بأنها دعاية أمريكية.

## قراءة إضافية
- باردوس، آرثر، "الدبلوماسية العامة: فن قديم، مهنة جديدة"، مجلة فيرجينيا الفصلية، صيف 2001
- بوغارت، ليو، مقدمات للدعاية: الافتراضات التشغيلية لوكالة المعلومات الأمريكية في الحرب الباردة.(ردمك 0-02-904390-5)
- جيريتس، فرانك، " إزالة عدسة القوة الناعمة: خدمة المعلومات الأمريكية في بلجيكا في الحرب الباردة، 1950-1958 "، مجلة التاريخ البلجيكي 42 (ديسمبر 2012)، 10-49.
- سنو، نانسي، الدعاية المحدودة: بيع الثقافة الأمريكية للعالم،(ردمك 1-888363-74-6)
- كيهل، ويليام ب. (المحرر) "حوار أمريكا مع العالم"،(ردمك 0-9764391-1-5)
- سورنسن، توماس سي. "حرب الكلمات: قصة الدعاية الأمريكية" (1968)(ردمك 3-530-82750-9)(ردمك 978-3-530-82750-7)
- توبيا، سيمونا “الإعلان عن أمريكا. خدمة معلومات الولايات المتحدة في إيطاليا (1945-1956)”، جامعة LED Edizioni Universitarie،(ردمك 978-88-7916-400-9)
- وكالة الإعلام الأمريكية، كتيب تذكاري بعنوان الدبلوماسية العامة: نظرة إلى الأمام، نظرة إلى الوراء، مجلد تذكاري، 1999
- يوشيدا، يوكيهيكو، وجين بارلو، وويتالي أوسينس، معلمو الباليه الذين عملوا في اليابان بعد الحرب، وطلابهم، المجلة الآسيوية للرياضة والتربية البدنية، المجلد 3 (سبتمبر)، 2012.

## روابط خارجية
- سجلات وكالة المعلومات الأمريكية (USIA) في الأرشيف الوطني
- أرشيف موقع الوكالة على الويب
- أوراق أبوت واشبورن (مساعد خاص لمدير وكالة الإعلام الأمريكية، 1953 ونائب مدير وكالة الإعلام الأمريكية، 1953-1961)، مكتبة دوايت د. أيزنهاور الرئاسية، نسخة محفوظة January 14, 2009, على موقع واي باك مشين.